# Damiano Della Torre
Damiano Della Torre (Como, 1973) è un cantante e compositore italiano.

## Biografia
Nato a Como nel 1973, Damiano Della Torre ha iniziato la sua attività live da giovanissimo, diventando uno dei grandi protagonisti della scena musicale comasca, grazie alla sua straordinaria capacità di suonare magistralmente il pianoforte e le tastiere, ma anche diversi strumenti a percussione, a corde e a fiato. Dopo aver concluso gli studi di pianoforte presso il Conservatorio Giuseppe Verdi di Como, ha collaborato musicalmente, sia dal vivo che in studio, con alcuni grandi nomi internazionali tra cui: Tom Jones, Joe Cocker, Luciano Pavarotti, Adriano Celentano (in diverse trasmissioni televisive come Francamente me ne infischio in onda su Rai 1), Antonella Ruggiero, Miriam Makeba, Premiata Forneria Marconi, Ligabue, Marina Rei e molti altri, entrando anche a far parte della band di Sananda Maitreya (artista un tempo conosciuto come Terence Trent D’Arby). Geniale polistrumentista e autore eclettico, nel 2010 si è trasferito a Chicago per suonare con Sugar Blue (armonicista dei Rolling Stones) e sempre con lui si è esibito al Montreux Jazz Festival nel 2013. Successivamente ha collaborato con Billy Branch e il famoso bluesman Charlie Musselwhite. Attualmente si esibisce in concerto con le sue formazioni Damiano Della Torre jazz trio e Damiano Della Torre band.

## Discografia
- 2005: Radiosky - Let's go (Radiosky Records)
- 2006: Radiosky - One and one (Radiosky Records)
- 2007: Francesco Mantero - In ascolto (Ottonote Edizioni Musicali)
- 2007: Sugar Blue - Code Blue (Beeble music)
- 2008: Silvio Pozzoli - Dal canto mio (Insalata mista)
- 2008: Radiosky - Fire (Radiosky Records)
- 2008: Radiosky - Connected (Radiosky Records)
- 2008: Silvio Pozzoli - Dal canto mio vol.2 (Insalata mista)
- 2009: Silvio Pozzoli - Around your dreams (Do It Yourself)
- 2010: Sugar Blue - Threshold (Beeble music)
- 2010: Radiosky - Viva la vita (Radiosky Records)
- 2011: Beth Wimmer - Ghosts & Men (Radiosky Records)
- 2012: Mondo - Uf & Ab (Radiosky Records)
- 2019: Keep It (Good Waves Music)
- 2021: My Quarantine (Good Waves Music)

## Collaborazioni
- 1994: Linda Wesley - tour
- 1995: Bernardo Lanzetti - tour
- 1996: Marina Rei - Anime belle tour
- 1994: Linda Wesley - tour
- 1995: Augusto Martelli - programma televisivo su rete 4 fininvest
- 1997: Adriano Celentano - programma televisivo su rai 1
- 1998: Adriano Celentano - programma televisivo su rai 1
- 1999: Joe Cocker
- 1999: Gianni Morandi
- 1999: Manu Chao
- 1999: Compay Segundo
- 1999: Piero Pelù
- 2999: Luciano Ligabue - Programma televisivo su rai 1
- 1999: Premiata Forneria Marconi - Serendipity tour
- 2000: Miriam Makeba - Programma televisivo su canale 5 fininvest
- 2000: Tom Jones - Programma televisivo su canale 5 fininvest
- 2001: Luciano Pavarotti - Concerto
- 2001: Giorgio Gaber
- 2001: Dario Fo
- 2001: Giorgia
- 2001: Carmen Consoli
- 2001: Little Tony
- 2001: Enzo Jannacci
- 2001: Fiorello
- 2001: Antonella Ruggiero - tour
- 2002: Adriano Celentano - programma televisivo su rai 1
- 2002: Terence Trent D'Arby - Tour
- 2005: Simona Bencini - Tour
- 2007: Sugar Blue - Album Recordings
- 2012: Silvio Pozzoli - Album Recordings
- 2009: Sugar Blue - Album Recordings
- 2011: Mondo - Album Recordings
- 2012: Beth Wimmer - Tour
- 2012: Mondo -  "uf & ab" - CD-Release Tour
- 2013: Anna Mosca - sonorizzazione video poesie
- 2014: Charlie Musselwhite - Concerto
- 2014: Billy Branch
- 2014: Biscuit Miller